# Endeis procera
Endeis procera är en havsspindelart som först beskrevs av Loman, J.C.C. 1908.  Endeis procera ingår i släktet Endeis och familjen Endeididae. Inga underarter finns listade i Catalogue of Life.